# Мала Воля (Польща)
Мала Воля (пол. Mała Wola) — село в Польщі, у гміні Черневиці Томашовського повіту Лодзинського воєводства.
Населення — 103 особи (2011).
У 1975-1998 роках село належало до Пйотрковського воєводства.

## Демографія
Демографічна структура станом на 31 березня 2011 року:
|          | Загалом | Допрацездатний вік | Працездатний вік | Постпрацездатний вік |
| -------- | ------- | ------------------ | ---------------- | -------------------- |
| Чоловіки | 55      | 9                  | 37               | 9                    |
| Жінки    | 48      | 7                  | 29               | 12                   |
| Разом    | 103     | 16                 | 66               | 21                   |